# ジュゼッペ・メネギーニ
ジュゼッペ・メネギーニ（Giuseppe Meneghini、1811年7月30日 - 1889年1月29日）はイタリアの地質学者、博物学者、外科医である。
パドヴァに生まれた。医学を学んだ。1848年から動物学と植物学を教え、ピサ大学の地質学の教授となり、イタリアの地質学者や古生物学者を多く育てた。1860年にイタリア科学アカデミーの会員に選ばれた。
メネギニ鉱（Meneghinite、Pb13CuSb7S24）に名前が残されている。

## 著作
1. La Caporetto del fascismo. Sarzana, 21. Juli 1921
2. Lezioni orali di geografia fisica del Prof. G. M. raccolte dagli studenti dell'anno scolastico 1850–51
3. Botanical and Physiological Memoirs, consisting of I. The Phenomenon of Rejuvenescence in Nature
4. Ricerche sulla struttura del caule nelle piante monocotiledoni (1836)